# Respuesta de Cushing

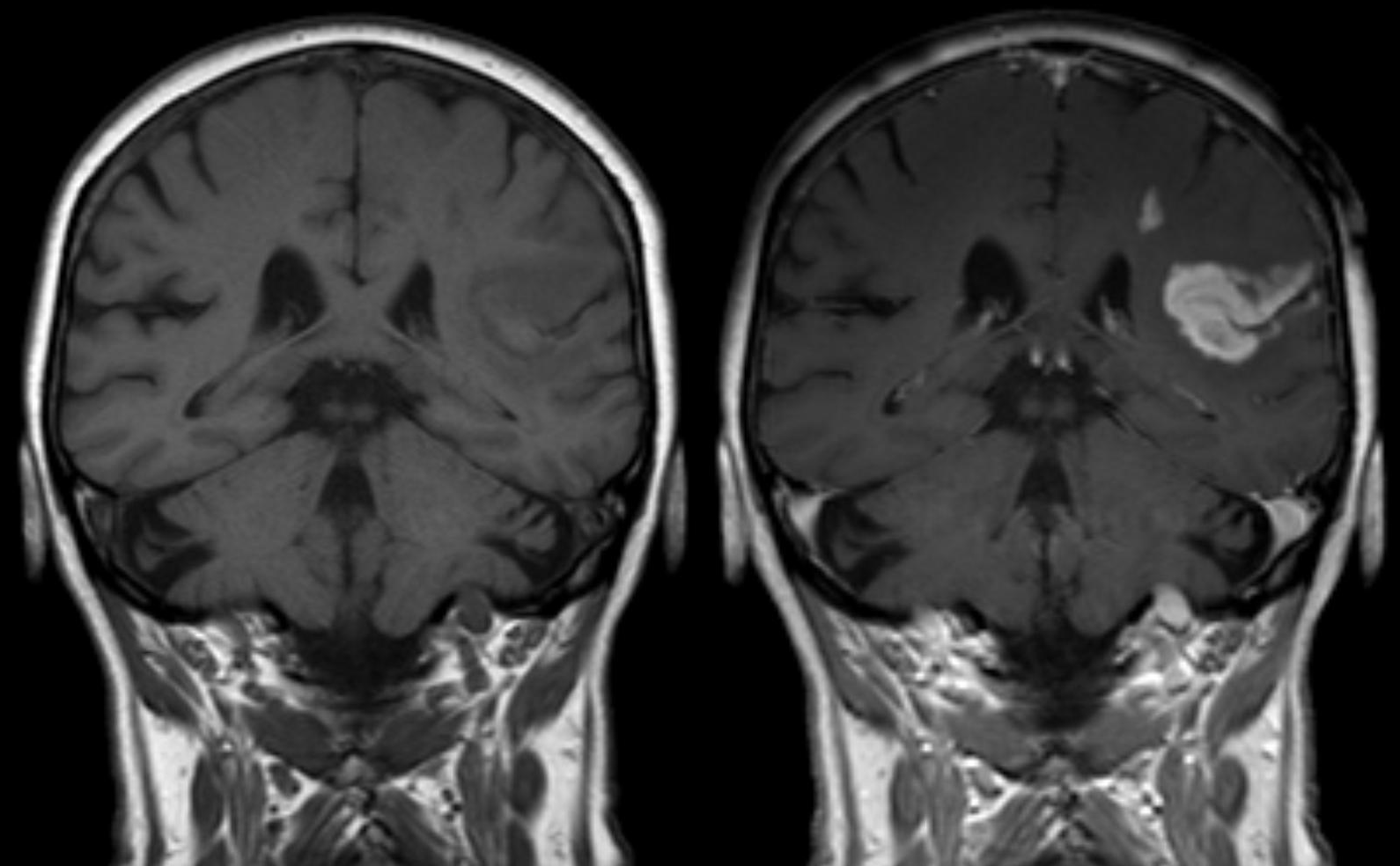
Una tomografía por resonancia magnética muestra un defecto en la barrera hematoencefálica tras un accidente cerebrovascular. Imágenes potenciadas en T1. La imagen derecha (con contraste) muestra isquemia cerebral.

La respuesta de Cushing, también llamada reflejo de Cushing, fenómeno de Cushing o reacción de Cushing, nombrada en honor al neurocirujano estadounidense Harvey Cushing (primero en describir a detalle su fisiopatología), es una respuesta fisiológica del sistema nervioso central a la hipertensión intracraneal (HIC) que resulta en la tríada de Cushing: presión sanguínea incrementada, respiración irregular y bradicardia. Normalmente se observa en fases terminales de traumatismos craneoencefálicos agudos y puede indicar herniación cerebral inminente. También se puede observar tras la administración intravenosa de adrenalina y fármacos similares.
Según Rodríguez-Boto, Rivero-Garvía y Márquez-Rivas (2012), la tríada de Cushing se presenta en solo 33% de los casos y no se observa en todos los pacientes con hipertensión intracraneana. La bradicardia por debajo de los 60 latidos por minuto se presenta en solo dos tercios de los casos e hipertensión arterial con PAS superior a 160 mmHG en solo un quinto. Al asociarse con la HIC, «generalmente son tardíos en la evolución del cuadro» y, por ende, implican un «pronóstico ominoso».
La tríada de Cushing es uno de los primeros signos de muerte cerebral inminente y va sucedida por «tormentas adrenérgicas». De acuerdo al propio Cushing, el incremento en la presión intracraneal es la causa primaria de esta respuesta. Los incrementos moderados y continuos en la presión craneal permiten que suceda el reflejo. Sin embargo, los aumentos rápidos no dan el tiempo suficiente para que ocurra.
En 1901, Cushing demostró que, cuando la presión intracraneal se aproxima a la presión arterial media (y hay compresión cerebral y de las arterias cerebrales), se inicia una «respuesta isquémica» que conduce a un incremento de esta última «para mantener una mínima perfusión cerebral». Comúnmente, a este fenómeno (respuesta de Cushing) lo acompañan trastornos respiratorios y bradicardia y en su conjunto forman la tríada de Cushing.
Ante el incremento de presión, se ve afectado el riego sanguíneo a las neuronas del bulbo raquídeo. «La hipoxia e hipercapnia locales incrementan su descarga», lo que activa los quimiorreceptores centrales localizados en la superficie ventrolateral del bulbo. El resultante incremento en la presión arterial sistémica «tiende a restaurar el flujo sanguíneo» a esa región cerebral. Además, «induce un descenso reflejo de la frecuencia cardíaca», es decir la bradicardia. Esta respuesta «protege a los centros vitales del cerebro de la pérdida de nutrientes en caso de que la presión del líquido  cefalorraquídeo sea suficientemente alta para comprimir las arterias cerebrales».